# دوپ
دوپ (به انگلیسی: Dope) گروه متال آمریکایی از ایلی‌نوی می‌باشد. گروه در سال ۱۹۹۷ تشکیل شد.